# 1969 في الولايات المتحدة
فيما يلي قوائم الأحداث التي وقعت خلال عام 1969 في الولايات المتحدة.

## أحداث
- 15 أغسطس – وودستوك
- 13 يناير – الخطوط الجوية الإسكندنافية الرحلة 933

## سياسة

### تعيين في المنصب
- 1 يناير – جيم إنهوف عضو مجلس ولاية أوكلاهوما.
- 1 يناير – هاري ريد عضو المجلس النيابي لولاية نيفادا.
- 3 يناير – الارد كينيث وينشتاين عضو مجلس النواب الأمريكي.
- 3 يناير – بوب دول عضو مجلس الشيوخ الأمريكي.
- 3 يناير – شيرلي تشيشولم عضو مجلس النواب الأمريكي.
- 3 يناير – مانويل لوجان عضو مجلس النواب الأمريكي.
- 3 يناير – هارولد ايفرت هيوز عضو مجلس الشيوخ الأمريكي.
- 3 يناير – هنري لويس بيلمن عضو مجلس الشيوخ الأمريكي.
- 7 يناير – توم غولا عضو مجلس نواب بنسيلفانيا.
- 13 يناير – جاي روكفلر Secretary of State of West Virginia [الإنجليزية]‏.
- 20 يناير – بات نيكسون السيدة الأولى للولايات المتحدة.
- 20 يناير – جون ارليتشمان مستشار البيت الأبيض [الإنجليزية]‏.
- 20 يناير – رون زيغلر السكرتير الصحفي للبيت الأبيض.
- 20 يناير – ريتشارد نيكسون رئيس الولايات المتحدة.
- 20 يناير – هنري كسنجر مستشار الأمن القومي الأمريكي.
- 21 يناير – جون ميتشيل نائب عام الولايات المتحدة.
- 21 يناير – موريس ستانس وزير التجارة الأمريكي.
- 22 يناير – جورج رومني وزير الإسكان والتنمية المدنية (الولايات المتحدة).
- 22 يناير – جون أنتوني فولبي وزير النقل الأمريكي.
- 22 يناير – ديفيد كينيدي وزير الخزانة الأمريكي.
- 22 يناير – وليام روجرز وزير الخارجية الأمريكي.
- 31 يناير – جون تشافي الأمين العام.
- 23 يونيو – وارين إيرل برغر رئيس المحكمة العليا للولايات المتحدة.
- 30 أكتوبر – ساندرا داي أوكونور عضو مجلس ولاية أريزونا.
- 6 نوفمبر – تشارلز كولسون مستشار البيت الأبيض [الإنجليزية]‏.

### انتهاء فترة المنصب
- 1 يناير – جيم إنهوف عضو مجلس نواب أوكلاهوما.
- 1 يناير – سليد غورتون عضو مجلس نواب واشنطن.
- 1 يناير – هارولد ايفرت هيوز حاكم أيوا [الإنجليزية]‏.
- 3 يناير – بوب دول عضو مجلس النواب الأمريكي.
- 7 يناير – جون تشافي حاكم رود آيلاند [الإنجليزية]‏.
- 7 يناير – سبيرو أغنيو حاكم ماريلاند [الإنجليزية]‏.
- 7 يناير – نيلس بوي حاكم داكوتا الجنوبية [الإنجليزية]‏.
- 19 يناير – سايروس روليت سميث وزير التجارة الأمريكي.
- 20 يناير – جورج مارفن واتسون مدير مكتب البريد العام في الولايات المتحدة [الإنجليزية]‏.
- 20 يناير – دين راسك وزير الخارجية الأمريكي.
- 20 يناير – رمزي كلارك نائب عام الولايات المتحدة.
- 20 يناير – ستيوارت يودال وزير داخلية الولايات المتحدة.
- 20 يناير – كلارك كليفورد وزير الدفاع الأمريكي.
- 20 يناير – ليدي بيرد جونسون السيدة الأولى للولايات المتحدة.
- 20 يناير – ليندون جونسون رئيس الولايات المتحدة.
- 20 يناير – والت ويتمان روستو مستشار الأمن القومي الأمريكي.
- 21 يناير – أورفيل فريمان وزير الزراعة في الولايات المتحدة.
- 21 يناير – تشارلز لام تيري حاكم ولاية ديلاوير [الإنجليزية]‏.
- 21 يناير – جون كونالي حاكم ولاية تكساس.
- 22 يناير – جورج رومني حاكم ميشيغان [الإنجليزية]‏.
- 20 مارس – دونالد رامسفيلد عضو مجلس النواب الأمريكي.
- 23 يونيو – إيرل وارين رئيس المحكمة العليا للولايات المتحدة.
- 4 نوفمبر – جون ارليتشمان مستشار البيت الأبيض [الإنجليزية]‏.

## رياضة
- 1 يناير – أمريكا المفتوحة 1969
- 5 أكتوبر – جائزة الولايات المتحدة الكبرى 1969 الفائز يوخن ريندت.

## ظهور
- 1 يناير – ثلاثية إلوميناتوس كتاب من تأليف روبرت ويلسون.

## أفلام
من الأفلام التي صدرت هذه السنة في الولايات المتحدة:
- 1 يناير – الفتاة المرحة من إخراج ويليام وايلر.
- 1 يناير – المراقبون من إخراج جاك شي.
- 1 يناير – تشي! من إخراج ريتشارد فليشر.
- 1 يناير – حدث ذات مرة في الغرب من إخراج سرجيو ليون.
- 1 يناير – راعي البقر منتصف الليل من إخراج جون شليسنجر.
- 1 يناير – زهرة الصبار من إخراج جين ساكس [الإنجليزية]‏.
- 1 يناير – عزم حقيقي من إخراج تشارلز بورتيس، هال بي واليس، هنري هاثاوي، مارغريت روبرتس.
- 18 يونيو – العصابة البرية من إخراج سام بيكنباه.
- 26 يونيو – السائق البسيط من إخراج دينيس هوبر.
- 23 سبتمبر – بوتش كاسيدي وساندانس كيد من إخراج جورج هيل.
- 10 ديسمبر – هم يقتلون الخيول، أليس كذلك ؟ من إخراج سيدني بولاك.
- 16 ديسمبر – مرحبا دوللي من إخراج جين كيلي.

## برامج ومسلسلات وأنمي
- سكوبي دو

## موسيقى

### أغاني
من الأغاني التي صدرت هذه السنة في الولايات المتحدة:
- 1 يناير – لا تنفك قطرات المطر تتساقط على رأسي من غناء بي. توماس.

## كتب
من الكتب التي صدرت هذه السنة في الولايات المتحدة:
- 1 يناير – أعرف لماذا يغرد الطائر الحبيس من تأليف مايا أنجيلو.
- 1 يناير – السيد تاكيت من تأليف غاري بولسين.
- 1 يناير – فن برمجة الحاسوب من تأليف دونالد كانوث.
- 10 مارس – العراب من تأليف ماريو بوزو.

## مواليد

### يناير
- 1 يناير – بيل براون ملحن أمريكي.
- 1 يناير – جايسون بلوم منتج أفلام أمريكي.
- 1 يناير – جيف ستروكر
- 1 يناير – جيم ميسينا سياسي من الولايات المتحدة الأمريكية.
- 1 يناير – فيرن تروير ممثل أمريكي.
- 1 يناير – كولسون وايتهيد
- 1 يناير – كيث ألان
- 1 يناير – موريس كستنائي
- 2 يناير – تومي موريسون
- 2 يناير – كريستي تورلينغتون عارضة من الولايات المتحدة الأمريكية.
- 3 يناير – جاي إدواردز لاعب كرة سلة أمريكي.
- 3 يناير – جون أليس ممثل أمريكي.
- 4 يناير – كوري بلونت لاعب كرة سلة أمريكي.
- 5 يناير – مارلين مانسن
- 6 يناير – نورمان ريديس
- 11 يناير – كايل ريتشاردز ممثلة أمريكية.
- 14 يناير – جيسون بيتمان
- 14 يناير – ديف غرول
- 18 يناير – ديف باتيستا
- 19 يناير – وندي مونيز
- 20 يناير – أندريه كاسون
- 26 يناير – ريجي جوردان لاعب كرة سلة أمريكي.
- 27 يناير – باتن أوزوالت ممثل وستاند أب كوميدي أمريكي.
- 28 يناير – كاثرين موريس
- 29 يناير – سام ترامل ممثل أمريكي.

### فبراير
- 1 فبراير – والتر بوند لاعب كرة سلة أمريكي.
- 3 فبراير – بو بايدن سياسي أمريكي.
- 3 فبراير – روبرت باك لاعب كرة سلة أمريكي.
- 5 فبراير – بوبي براون
- 5 فبراير – جيلون نيكرسون لاعب كرة سلة أمريكي.
- 5 فبراير – ديريك ستيفن برينس ممثل أمريكي.
- 6 فبراير – ديفيد هايتر
- 7 فبراير – بوب هارستاد لاعب كرة سلة من الولايات المتحدة الأمريكية.
- 11 فبراير – جينيفر أنيستون ممثلة أمريكية.
- 12 فبراير – دارين أرنوفسكي مخرج أفلام أمريكي، وكاتب سيناريو ومنتج أفلام.
- 13 فبراير – أندرو برينيارسكي
- 13 فبراير – جويس ديدوناتو
- 13 فبراير – مايكل ماكدونالد لاعب كرة سلة أمريكي.
- 15 فبراير – بيردمان
- 16 فبراير – جانجريل مصارع محترف من الولايات المتحدة الأمريكية.
- 19 فبراير – مارلون ماكسي لاعب كرة سلة أمريكي.
- 21 فبراير – توني ميولا لاعب كرة قدم أمريكي.
- 22 فبراير – توماس جين
- 23 فبراير – دايموند جون
- 25 فبراير – دونالد هادج لاعب كرة سلة أمريكي.
- 26 فبراير – ستيف إيجي
- 27 فبراير – يورغن سمر لاعب كرة قدم أمريكي.
- 28 فبراير – بات موناهان
- 28 فبراير – روبرت شون لينارد ممثل أمريكي.

### مارس
- 2 مارس – تايغر سمولز ملاكم من الولايات المتحدة الأمريكية.
- 3 مارس – توماس ماكديرموت الإبن سياسي أمريكي.
- 6 مارس – تاري فيليبس لاعبة كرة سلة أمريكية.
- 9 مارس – محمود عبد الرؤوف لاعب كرة سلة أمريكي.
- 10 مارس – باغيت بروستر ممثلة و مغنية أمريكية.
- 11 مارس – تيرينس هوارد ممثل أمريكي.
- 14 مارس – لاري جونسون لاعب كرة سلة من الولايات المتحدة الأمريكية.
- 16 مارس – جوداه فريدلاندر
- 16 مارس – مات أوثيك لاعب كرة سلة أمريكي.
- 18 مارس – إيريك ويستاين رياضياتي أمريكي.
- 19 مارس – غاري جولس مغني أمريكي.
- 20 مارس – شارون مانينغ لاعبة كرة سلة من الولايات المتحدة الأمريكية.
- 25 مارس – دايل ديفيس لاعب كرة سلة أمريكي.
- 27 مارس – بولي بيريت ممثلة أمريكية.
- 27 مارس – كيفن كوريجان
- 28 مارس – إليوت بيري لاعب كرة سلة أمريكي.
- 28 مارس – بريت راتنر مخرج أفلام أمريكي.
- 28 مارس – رودني أتكينس
- 30 مارس – كيث هولمز ملاكم من الولايات المتحدة الأمريكية.
- 31 مارس – ستيف سميث لاعب كرة سلة أمريكي.

### أبريل
- 2 أبريل – أيزيا موريس لاعب كرة سلة أمريكي.
- 2 أبريل – تيم غريفين ممثل أمريكي.
- 3 أبريل – لابرادفورد سميث لاعب كرة سلة أمريكي.
- 3 أبريل – ميلودي هوبسون رائدة أعمال من الولايات المتحدة الأمريكية.
- 4 أبريل – ريتش كينغ لاعب كرة سلة أمريكي.
- 4 أبريل – مو كوان سياسي أمريكي.
- 6 أبريل – بول رود
- 6 أبريل – بيسون ديلي لاعب كرة سلة أمريكي.
- 10 أبريل – داني كومدن
- 11 أبريل – غولدست مصارع محترف من الولايات المتحدة الأمريكية.
- 13 أبريل – كوري كراودر لاعب كرة سلة أمريكي.
- 14 أبريل – مارك ماكون
- 15 أبريل – لويس غلوريا لاعب كرة مضرب أمريكي.
- 18 أبريل – جيرالد مادكينس
- 21 أبريل – إيرك كينج
- 21 أبريل – جويل دي لا فوينتي ممثل أمريكي.
- 22 أبريل – دارين مورنينغستار لاعب كرة سلة أمريكي.
- 23 أبريل – مارتين لوبيث ثوبيرو
- 24 أبريل – مليندا كلارك ممثلة أمريكية.
- 25 أبريل – جون أولسن سباح أمريكي.
- 25 أبريل – جينا توريس ممثلة أمريكية.
- 25 أبريل – دونالد وايتسايد لاعب كرة سلة من الولايات المتحدة الأمريكية.
- 25 أبريل – رينيه زيلويغر ممثلة أمريكية.
- 28 أبريل – ليرون أليس لاعب كرة سلة أمريكي.
- 29 أبريل – بول أدلستين ممثل أمريكي.

### مايو
- 1 مايو – بيلي أوينز لاعب كرة سلة أمريكي.
- 1 مايو – ويس أندرسون
- 3 مايو – أيمي رايان ممثلة أمريكية.
- 5 مايو – دوغ ميلر
- 5 مايو – ويلي دريبار ممثل أمريكي.
- 9 مايو – جو كارنهان
- 14 مايو – غريغ كورستين
- 16 مايو – تاكر كارلسون
- 16 مايو – ديفيد بوريناز
- 16 مايو – ستيف ليويس
- 19 مايو – ريتشارد دوماس لاعب كرة سلة أمريكي.
- 22 مايو – كارل غريغ
- 22 مايو – ميخائيل كيلي ممثل أمريكي.
- 24 مايو – ريتش روبنسون
- 25 مايو – آن هاش ممثلة أمريكية.
- 27 مايو – ترافيس ويليامز لاعب كرة سلة أمريكي.
- 30 مايو – تشاد غالاغر لاعب كرة سلة أمريكي.
- 31 مايو – كيث أوينز لاعب كرة سلة من الولايات المتحدة الأمريكية.

### يونيو
- 1 يونيو – تيري بولو ممثلة أمريكية.
- 2 يونيو – ديفيد ويتون لاعب كرة مضرب من الولايات المتحدة الأمريكية.
- 3 يونيو – تيت تايلور
- 4 يونيو – خافيير أنطونيو كولون لاعب كرة سلة بورتوريكي.
- 6 يونيو – إريك دين برنس
- 9 يونيو – إريك وينالدا لاعب كرة قدم أمريكي.
- 9 يونيو – جوش هاميلتون ممثل أمريكي.
- 9 يونيو – كيني وليامز لاعب كرة سلة أمريكي.
- 10 يونيو – إيرين هارتويل درّاج طريق من الولايات المتحدة الأمريكية.
- 11 يونيو – بيتر دينكلاج ممثل أمريكي.
- 11 يونيو – كريس فينش
- 13 يونيو – كاترينا فيك سيدة أعمال أمريكية.
- 14 يونيو – إم سي رين
- 14 يونيو – كايل إيبير
- 15 يونيو – آيس كيوب
- 16 يونيو – روبرت هيرت سياسي أمريكي.
- 20 يونيو – مالفاي واشنطن لاعب كرة مضرب من الولايات المتحدة.
- 23 يونيو – مارتن كليبا ممثل أمريكي.
- 25 يونيو – دوين كوبر لاعب كرة سلة أمريكي.
- 26 يونيو – فيل زوكرمان
- 30 يونيو – بن باتريك جونسون
- 30 يونيو – مايك كينج درّاج طريق من الولايات المتحدة الأمريكية.

### يوليو
- 2 يوليو – جيني ريفيرا
- 3 يوليو – شاوني سميث
- 5 يوليو – روبرت فيتزجيرالد ديغز
- 6 يوليو – صوفيا ويذرسبون لاعبة كرة سلة من الولايات المتحدة الأمريكية.
- 7 يوليو – روبن وايغرت ممثلة أمريكية.
- 10 يوليو – ألكسندرا هيدسون
- 12 يوليو – جيمي أوليفر لاعب كرة سلة أمريكي.
- 15 يوليو – جون كروتي لاعب كرة سلة من الولايات المتحدة الأمريكية.
- 15 يوليو – لورينزو ويليامز لاعب كرة سلة أمريكي.
- 17 يوليو – إف غاري غراي مخرج أفلام أمريكي.
- 18 يوليو – إليزابيث جيلبرت كاتب أمريكي.
- 18 يوليو – روب كلووي ملاكم من الولايات المتحدة الأمريكية.
- 19 يوليو – بودي إلفمان ممثل أمريكي.
- 19 يوليو – كريس كرات ممثل أمريكي.
- 19 يوليو – كورتيناي تايلور ممثلة أمريكية.
- 19 يوليو – كولين دوغلاس
- 20 يوليو – جوش هولواي ممثل أمريكي.
- 21 يوليو – سيدريك بوزويل ملاكم من الولايات المتحدة الأمريكية.
- 22 يوليو – جيمس آرنولد تايلور
- 22 يوليو – ديانا ماريا ريفا ممثلة أمريكية.
- 23 يوليو – بيل تشوت ممثل من الولايات المتحدة الأمريكية.
- 24 يوليو – إدوارد لي كروفت ملاكم من الولايات المتحدة الأمريكية.
- 24 يوليو – جينيفر لوبيز مغنية وممثلة أمريكية.
- 24 يوليو – كريس كينغ لاعب كرة سلة أمريكي.
- 25 يوليو – جون باري لاعب كرة سلة أمريكي.
- 27 يوليو – براين فولر
- 27 يوليو – تربل إتش مصارع محترف أمريكي.
- 28 يوليو – أليس ديكسون
- 28 يوليو – الكسيس اركيت
- 28 يوليو – إيميلي كابنيك
- 28 يوليو – دانا وايت رائد أعمال من الولايات المتحدة الأمريكية.
- 29 يوليو – كارولين جونز يونغ لاعبة كرة سلة من الولايات المتحدة الأمريكية.
- 31 يوليو – لورين دين ممثل أمريكي.

### أغسطس
- 2 أغسطس – سيدريك سيبالوس لاعب كرة سلة أمريكي.
- 3 أغسطس – دوغ أوفرتون
- 4 أغسطس – مات لوسينا لاعب كرة مضرب من الولايات المتحدة.
- 4 أغسطس – مايكل ديلويز ممثل ومخرج أمريكي.
- 6 أغسطس – إليوت سميث
- 8 أغسطس – كريس بيتم ممثل أمريكي.
- 14 أغسطس – تريسي كالدويل دايسون
- 16 أغسطس – كيت هيغينز
- 17 أغسطس – دوني والبيرغ ممثل أمريكي.
- 17 أغسطس – كريستيان ليتنر
- 18 أغسطس – أوستان جولسبي عالم اقتصاد أمريكي.
- 18 أغسطس – إدوارد نورتون ممثل أمريكي.
- 18 أغسطس – إسحاق أوستن
- 18 أغسطس – جاي جويدينجير لاعب كرة سلة أمريكي.
- 18 أغسطس – كريستين سلاتر ممثل أمريكي.
- 19 أغسطس – ماثيو بيري ممثل أمريكي.
- 19 أغسطس – نيت دوغ
- 19 أغسطس – واد ماكغواير لاعب كرة مضرب أمريكي.
- 20 أغسطس – بيلي غارديل
- 25 أغسطس – جو هيرد
- 25 أغسطس – ستيف ستايلي ممثل أمريكي.
- 26 أغسطس – كيرك فوكس ممثل أمريكي.
- 26 أغسطس – نيكول أرندت لاعبة كرة مضرب أمريكية.
- 27 أغسطس – شاندرا ويلسن
- 27 أغسطس – كريستين أودونيل
- 28 أغسطس – جاك بلاك
- 28 أغسطس – شيرل ساندبيرج
- 31 أغسطس – أندرو كونانان
- 31 أغسطس – فيكتور ألكسندر لاعب كرة سلة من الولايات المتحدة الأمريكية.

### سبتمبر
- 6 سبتمبر – بن فاينغولد لاعب شطرنج من الولايات المتحدة الأمريكية.
- 6 سبتمبر – كيلي ماكارتي
- 9 سبتمبر – شون روكس
- 10 سبتمبر – مات غيغر لاعب كرة سلة أمريكي.
- 13 سبتمبر – دومينيك فموسا
- 16 سبتمبر – ريبكا ماكينون
- 17 سبتمبر – دوغ سميث لاعب كرة سلة من الولايات المتحدة الأمريكية.
- 17 سبتمبر – كريستين ثوربورن درّاجة طريق من الولايات المتحدة الأمريكية.
- 23 سبتمبر – ميشيل توماس
- 24 سبتمبر – بول راي سميث جندي من الولايات المتحدة الأمريكية.
- 24 سبتمبر – سيدريك لويس لاعب كرة سلة أمريكي.
- 24 سبتمبر – ميغان وارد ممثلة أمريكية.
- 24 سبتمبر – ويليام جونز مصارع محترف من الولايات المتحدة الأمريكية.
- 30 سبتمبر – ايمي لانديكر

### أكتوبر
- 1 أكتوبر – زاك غاليفياناكيس
- 3 أكتوبر – تشارلز توماس لاعب كرة سلة أمريكي.
- 3 أكتوبر – غوين ستيفاني
- 4 أكتوبر – إبراهام بنروبي ممثل أمريكي.
- 7 أكتوبر – بيلي ديفلين ممثل أمريكي.
- 7 أكتوبر – كارين نبرغ
- 8 أكتوبر – جوليا آن ممثلة إباحية.
- 8 أكتوبر – جيريمي ديفيز ممثل أمريكي.
- 10 أكتوبر – ويندي ماكليندون كوفي ممثلة وكاتبة أمريكية..
- 12 أكتوبر – كيفن بروكس
- 13 أكتوبر – نانسي كيريغان متزلجة فنية من الولايات المتحدة الأمريكية.
- 14 أكتوبر – بي جاي براون لاعب كرة سلة أمريكي.
- 15 أكتوبر – كيم ريفر ممثلة أمريكية.
- 17 أكتوبر – جو كورتني لاعب كرة سلة أمريكي.
- 17 أكتوبر – نانسي سوليفان ممثلة أمريكية.
- 18 أكتوبر – أنتوني أفنت لاعب كرة سلة أمريكي.
- 19 أكتوبر – تري باركر
- 19 أكتوبر – فانيسا مارشال ممثلة أمريكية.
- 20 أكتوبر – تشافو غيريرو مصارع محترف من الولايات المتحدة الأمريكية.
- 20 أكتوبر – تشانتيل تريميتيري لاعبة كرة سلة من الولايات المتحدة الأمريكية.
- 20 أكتوبر – تيرنس لويس لاعب كرة سلة نيوزيلندي.
- 22 أكتوبر – سبايك جونز
- 28 أكتوبر – بن هاربر
- 28 أكتوبر – جيرود موستاف لاعب كرة سلة أمريكي.
- 31 أكتوبر – ديفيد كوبورن ممثل أمريكي.

### نوفمبر
- 1 نوفمبر – غاري ألكسندر لاعب كرة سلة من الولايات المتحدة الأمريكية.
- 3 نوفمبر – مايرون براون لاعب كرة سلة أمريكي.
- 4 نوفمبر – جيمي كارث لاعب كرة سلة أمريكي.
- 4 نوفمبر – شون كومز
- 4 نوفمبر – ماثيو ماكونهي ممثل أمريكي.
- 5 نوفمبر – ستيفاني ريهي لاعبة كرة مضرب أمريكية.
- 5 نوفمبر – فرانسيسكو مونتانا لاعب كرة مضرب من الولايات المتحدة.
- 10 نوفمبر – إلين بومبيو ممثلة أمريكية.
- 11 نوفمبر – كارسون كريسلي
- 11 نوفمبر – مارك بيكر
- 12 نوفمبر – ويلي جورن ملاكم مكسيكي.
- 13 نوفمبر – ميليسا هايدن ممثلة أمريكية.
- 17 نوفمبر – ريبيكا ووكر كاتب أمريكي.
- 18 نوفمبر – دان باكيدهل
- 18 نوفمبر – سام كاسل
- 18 نوفمبر – مات فيش لاعب كرة سلة أمريكي.
- 19 نوفمبر – اريكا الكسندر
- 20 نوفمبر – ميريديث ويتني
- 22 نوفمبر – بايرون هيوستن لاعب كرة سلة أمريكي.
- 25 نوفمبر – أنتوني بيلر لاعب كرة سلة أمريكي.
- 25 نوفمبر – ديكستر جاكسون
- 26 نوفمبر – شون كيمب لاعب كرة سلة أمريكي.
- 27 نوفمبر – كيسي كيلر لاعب كرة قدم أمريكي.
- 28 نوفمبر – كولمان دومينغو ممثل أمريكي.
- 29 نوفمبر – جينيفر إيليس كوكس ممثلة أمريكية.
- 30 نوفمبر – ديفيد أوبورن

### ديسمبر
- 2 ديسمبر – توني تريبولي ممثل أمريكي.
- 2 ديسمبر – دينيس ماكدونو موظف مدني من الولايات المتحدة الأمريكية.
- 4 ديسمبر – جي-زي
- 6 ديسمبر – إلمور سبنسر لاعب كرة سلة أمريكي.
- 16 ديسمبر – آدم ريس
- 17 ديسمبر – لوري هولدين
- 19 ديسمبر – توم جوجليوتا لاعب كرة سلة أمريكي.
- 20 ديسمبر – براين جيرارد جيمس مصارع محترف من الولايات المتحدة الأمريكية.
- 20 ديسمبر – بوبي فيلس لاعب كرة سلة أمريكي.
- 20 ديسمبر – ريتشي لامونتاجني ملاكم من الولايات المتحدة الأمريكية.
- 23 ديسمبر – يوسف مرعي مؤرخ أمريكي.
- 24 ديسمبر – ليفاندير جونسون ملاكم من الولايات المتحدة الأمريكية.
- 27 ديسمبر – شينا مصارعة وممثلة إباحية أمريكية.
- 29 ديسمبر – باتريك فيشلر ممثل أمريكي.
- 29 ديسمبر – جنيفر أيل ممثلة أمريكية.

## وفيات

### يناير
- 1 يناير – آرثر جونسون إيمز (مواليد 1881) عالم نبات من الولايات المتحدة الأمريكية.
- 1 يناير – وليام هوارد شوستر (مواليد 1893) فنان أمريكي.
- 29 يناير – ألين ويلش دالاس (مواليد 1893)
- 31 يناير – إرنست والكر (مواليد 1891) عالم حيوان من الولايات المتحدة الأمريكية.

### فبراير
- 5 فبراير – ثيلما ريتر (مواليد 1905)
- 27 فبراير – جون بولز (مواليد 1895) ممثل أمريكي.

### مارس
- 3 مارس – فريد ألكسندر (مواليد 1880) لاعب كرة مضرب من الولايات المتحدة.
- 25 مارس – ماكس إيستمان (مواليد 1883)
- 28 مارس – دوايت أيزنهاور (مواليد 1890) رئيس الولايات المتحدة الأمريكية الأسبق.
- 31 أغسطس – روكي مارسيانو (مواليد 1923) ملاكم من الولايات المتحدة الأمريكية.

### أبريل
- 20 أبريل – تيكومسيه (مواليد 1768)

### مايو
- 1 مايو – هارولد ثروكمورتون (مواليد 1897) لاعب كرة مضرب أمريكي.
- 19 مايو – كولمان هوكنز (مواليد 1904)
- 21 مايو – وليام لينكولن بيكويل (مواليد 1888)
- 23 مايو – جيمي موشوغ (مواليد 1894) ملحن أمريكي.
- 24 مايو – بول بيرش (مواليد 1912) ممثل أمريكي.
- 26 مايو – ألان لوكهيد (مواليد 1889)
- 27 مايو – جيفري هنتر (مواليد 1926)

### يونيو
- 2 يونيو – ليو غورسي (مواليد 1917) ممثل أمريكي.
- 18 يونيو – إدغار أندرسون (مواليد 1897) عالم نبات أمريكي.
- 21 يونيو – مورين كونولي (مواليد 1934) لاعبة كرة مضرب أمريكية.
- 22 يونيو – جودي غارلند (مواليد 1922)
- 23 يونيو – تشاك تايلور (مواليد 1901) لاعب كرة سلة من الولايات المتحدة الأمريكية.
- 23 يونيو – ستانلي أندروز (مواليد 1891) ممثل أمريكي.

### يوليو
- 5 يوليو – بين الكسندر (مواليد 1911) ممثل أمريكي.
- 17 يوليو – هاري بنهام (مواليد 1884) ممثل أمريكي.
- 21 يوليو – ألفريد دانييل ويليامز كينغ (مواليد 1930)
- 24 يوليو – كين أوفيرلين (مواليد 1910) ملاكم من الولايات المتحدة الأمريكية.
- 28 يوليو – فرانك ليوسر (مواليد 1910)
- 31 يوليو – تشارلز أديسون (مواليد 1890) سياسي أمريكي.

### أغسطس
- 9 أغسطس – شارون تايت (مواليد 1943) ممثلة أمريكية.
- 14 أغسطس – سيغريد قيوري (مواليد 1911) ممثلة أمريكية.
- 18 أغسطس – ميلدريد ديفيس (مواليد 1901) ممثلة أمريكية.
- 25 أغسطس – هاري هاموند هيس (مواليد 1906)
- 31 أغسطس – روكي مارسيانو (مواليد 1923) ملاكم من الولايات المتحدة الأمريكية.

### سبتمبر
- 6 سبتمبر – إديث جونسون (مواليد 1894) ممثلة من الولايات المتحدة الأمريكية.
- 14 سبتمبر – جيمس أندرسون (مواليد 1921)
- 19 سبتمبر – ريكس إنغرام (مواليد 1895) ممثل أمريكي.

### أكتوبر
- 1 أكتوبر – ديك فارلي (مواليد 1932) لاعب كرة سلة أمريكي.
- 3 أكتوبر – نيل بيرنز (مواليد 1892)
- 21 أكتوبر – جاك كيروك (مواليد 1922) كاتب أمريكي.
- 24 أكتوبر – أبي سيمون (مواليد 1913)

### نوفمبر
- 1 نوفمبر – بولين بوش (مواليد 1886) ممثلة من الولايات المتحدة الأمريكية.
- 4 نوفمبر – إرنست جورج جيبسون (مواليد 1901) سياسي أمريكي.
- 5 نوفمبر – لويد كوريجان (مواليد 1900) ممثل أمريكي.
- 9 نوفمبر – فيستو سليفر (مواليد 1875) عالم فلك أمريكي.
- 18 نوفمبر – جوزيف كينيدي الأب (مواليد 1888)
- 28 نوفمبر – روي باركروفت (مواليد 1902) ممثل أمريكي.

### ديسمبر
- 8 ديسمبر – فولر أولبرايت (مواليد 1900) طبيب من الولايات المتحدة الأمريكية.
- 20 ديسمبر – جيمس هندرسون داف (مواليد 1883) سياسي أمريكي.